# Prima Categoria Basilicata 1967-1968
Il campionato di calcio di Prima Categoria 1967-1968 è stato il V livello del campionato italiano. A carattere regionale, fu il nono campionato dilettantistico con questo nome dopo la riforma voluta da Zauli del 1958.
Comitato Regionale Lucano, Via Rosica 6 - Potenza, telefono 24.577.
- Presidente - Agostino Telesca
- Segretario - Nicola Gerardi
- Componenti - Nicola Bochicchio, Giuseppe Caporale, Giuseppe Garbellano, Rocco Pugliese e Rocco Rosa.
- Giudice Sportivo - Giovanni Brienza (sostituto: Rocco Labella).
- Commissario Tecnico Regionale - Michele Dente.

Comitati Provinciali: Matera e Potenza.
Questi sono i gironi organizzati della regione Basilicata.

## Girone A

### Squadre partecipanti
| Squadra               | Città (provincia)           | Stagione precedente             |
| --------------------- | --------------------------- | ------------------------------- |
| Basileus Lauria       | Lauria (PZ)                 | 5º posto in Seconda Categoria B |
| U.S. Castelluccese    | Castelluccio Inferiore (PZ) | 2º posto in Seconda Categoria B |
| A.S. Genzano          | Genzano di Lucania (PZ)     | 4º posto in Prima Categoria B   |
| Germanvox S. Maria    | Potenza                     | 8º posto in Prima Categoria B   |
| A.S. Lavello          | Lavello (PZ)                | 1º posto in Prima Categoria B   |
| Libertas Avigliano    | Avigliano (PZ)              | 8º posto in Prima Categoria B   |
| U.S. Lagonegrese      | Lagonegro (PZ)              | 2º posto in Prima Categoria B   |
| U.S. Libertas Invicta | Potenza                     | 4º posto in Prima Categoria B   |
| Libertas Palazzo      | Palazzo San Gervasio (PZ)   | 7º posto in Prima Categoria B   |
| Pol. Orazio Flacco    | Venosa (PZ)                 | 4º posto in Prima Categoria B   |
| U.S. Pescopagano      | Pescopagano (PZ)            | 4º posto in Seconda Categoria C |
| C.S. Vultur           | Rionero in Vulture (PZ)     | 10º posto in Prima Categoria B  |

### Classifica finale
|  | Pos. | Squadra                 | Pt      | G  | V  | N | P  | GF | GS | DR  |
|  | ---- | ----------------------- | ------- | -- | -- | - | -- | -- | -- | --- |
|  | 1.   | Orazio Flacco           | 29      | 16 | 13 | 3 | 0  | 34 | 4  | +30 |
|  | 2.   | Lavello                 | 28      | 16 | 12 | 4 | 0  | 51 | 7  | +44 |
|  | 3.   | Lagonegrese             | 21      | 16 | 10 | 1 | 5  | 38 | 23 | +15 |
|  | 4.   | Libertas Invicta        | 18      | 16 | 8  | 2 | 6  | 25 | 22 | +3  |
|  | 5.   | Germanvox S.Maria (-1)  | 10      | 16 | 4  | 3 | 9  | 10 | 32 | -22 |
|  | 6.   | Castelluccese (-3)      | 8       | 16 | 5  | 1 | 10 | 27 | 34 | -7  |
|  | 7.   | Libertas Avigliano (-1) | 7       | 16 | 3  | 2 | 11 | 9  | 29 | -20 |
|  | 8.   | Genzano (-3)            | 6       | 16 | 3  | 3 | 10 | 14 | 31 | -17 |
|  | 9.   | Vultur Rionero (-3)     | 4       | 16 | 1  | 5 | 10 | 9  | 35 | -26 |
|  | --   | Basileus Lauria         | Escluso |    |    |   |    |    |    |     |
|  | --   | Libertas Palazzo        | Escluso |    |    |   |    |    |    |     |
|  | --   | Pescopagano             | Escluso |    |    |   |    |    |    |     |

Legenda:
      Ammesso allo spareggio promozione.
      Retrocesso in Seconda Categoria.
      Escluso dal campionato e retrocesso.
Regolamento:
Due punti a vittoria, uno a pareggio, zero a sconfitta.
Pari merito in caso di pari punti.
Note:
Germanvox e Libertas Avigliano hanno scontato 1 punto di penalizzazione in classifica per una rinuncia.
Castelluccese, Genzano e Vultur Rionero hanno scontato 3 punti di penalizzazione in classifica per tre rinunce.
Castelluccese riparte dalla Seconda Categoria.
Pescopagano non si iscrive ad alcun campionato.

## Girone B

### Squadre partecipanti
| Club                   | Città                  | Stagione precedente             |
| ---------------------- | ---------------------- | ------------------------------- |
| Atlas Montescaglioso   | Montescaglioso (MT)    | 2º posto in Prima Categoria A   |
| Pol. Cristo Re         | Pisticci (MT)          | 6º posto in Prima Categoria A   |
| S.C. Ferrandina        | Ferrandina (MT)        | 12º posto in Prima Categoria A  |
| G.S. Gibo Tolve        | Tolve (PZ)             | 1º posto in Seconda Categoria A |
| A.S. Grassano          | Grassano (MT)          | 9º posto in Prima Categoria B   |
| G.S. Invicta Bernalda  | Bernalda (MT)          | 2º posto in Seconda Categoria D |
| U.S. Irsina            | Irsina (MT)            | 11º posto in Prima Categoria A  |
| A.S. Libertas Scanzano | Scanzano Jonico (MT)   | 5º posto in Prima Categoria A   |
| U.S. Moliternese       | Moliterno (PZ)         | 4º posto in Prima Categoria A   |
| A.S. Montalbano        | Montalbano Jonico (MT) | 10º posto in Prima Categoria B  |
| Pandosia Tursi         | Tursi (MT)             | 3º posto in Prima Categoria A   |
| U.S. Pisticci          | Pisticci (MT)          | 6º posto in Prima Categoria A   |
| Pol. Tricarico         | Tricarico (MT)         | 6º posto in Prima Categoria A   |

### Classifica finale
|  | Pos. | Squadra               | Pt | G  | V  | N | P  | GF | GS | DR  |
|  | ---- | --------------------- | -- | -- | -- | - | -- | -- | -- | --- |
|  | 1.   | Pisticci              | 36 | 24 | 16 | 4 | 4  | 55 | 18 | +37 |
|  | 2.   | Atlas Montescaglioso  | 33 | 24 | 13 | 7 | 4  | 41 | 25 | +16 |
|  | 3.   | Libertas Scanzano     | 32 | 24 | 13 | 6 | 5  | 47 | 25 | +22 |
|  | 4.   | Moliternese           | 30 | 24 | 12 | 6 | 6  | 44 | 35 | +9  |
|  | 4.   | Tricarico             | 30 | 24 | 13 | 4 | 7  | 58 | 35 | +23 |
|  | 6.   | Grassano              | 26 | 24 | 9  | 8 | 7  | 46 | 27 | +19 |
|  | 7.   | Montalbano (-1)       | 22 | 24 | 9  | 5 | 10 | 33 | 37 | -4  |
|  | 7.   | Gibo Tolve            | 22 | 24 | 8  | 6 | 10 | 35 | 36 | -1  |
|  | 9.   | Ferrandina            | 21 | 24 | 7  | 7 | 10 | 30 | 54 | -24 |
|  | 9.   | Cristo Re             | 21 | 24 | 8  | 5 | 11 | 27 | 37 | -10 |
|  | 11.  | Irsina                | 15 | 24 | 5  | 5 | 14 | 27 | 55 | -28 |
|  | 12.  | Pandosia Tursi (-2)   | 11 | 24 | 4  | 5 | 15 | 23 | 54 | -31 |
|  | 13.  | Invicta Bernalda (-3) | 7  | 24 | 3  | 4 | 17 | 25 | 56 | -31 |

Legenda:
      Ammesso allo spareggio promozione.
      Retrocesso in Seconda Categoria.
Regolamento:
Due punti a vittoria, uno a pareggio, zero a sconfitta.
Pari merito in caso di pari punti.
Note:
Montalbano ha scontato 1 punto di penalizzazione.
Pandosia Tursi ha scontato 2 punti di penalizzazione.
Invicta Bernalda ha scontato 3 punti di penalizzazione.
Montalbano, Irsina, Pandosia Tursi ed Invicta Bernalda non si iscrivono ad alcun campionato.

## Spareggi per l'ammissione alla Serie D
|                      | Risultato |                      | Luogo e data            |
| -------------------- | --------- | -------------------- | ----------------------- |
| Orazio Flacco Venosa | 1 - 0     | Pisticci             | Venosa, 2 giugno 1968   |
|                      |           |                      |                         |
| Pisticci             | 0 - 1     | Orazio Flacco Venosa | Pisticci, 9 giugno 1968 |
|                      |           |                      |                         |